# Moserspitz
Moserspitz är en bergstopp i Österrike.   Den ligger i distriktet Liezen och förbundslandet Steiermark, i den centrala delen av landet, 170 km sydväst om huvudstaden Wien. Toppen på Moserspitz är 1 763 meter över havet.
Terrängen runt Moserspitz är bergig västerut, men österut är den kuperad. Närmaste större samhälle är Rottenmann, 6,1 km norr om Moserspitz. 
I omgivningarna runt Moserspitz växer i huvudsak barrskog. Runt Moserspitz är det ganska glesbefolkat, med 42 invånare per kvadratkilometer.